# Ущелье Прыгающего Тигра

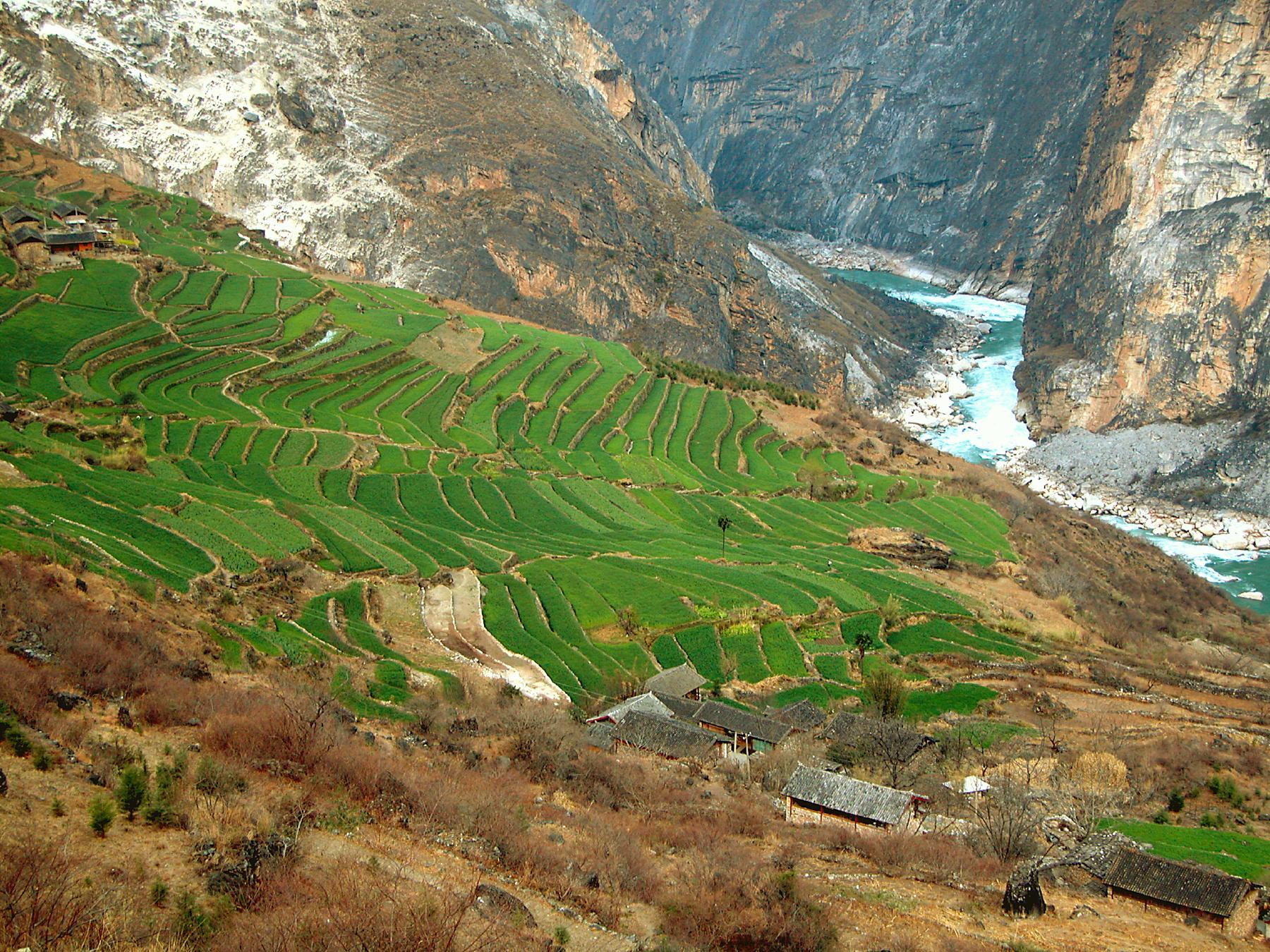
Террасы на склонах ущелья Прыгающего тигра.

Ущелье прыгающего тигра, Хутяося (кит. упр. 虎跳峡, пиньинь Hǔtiào Xiá) — каньон в Сино-Тибетских горах на реке Янцзы, которая в том районе называется река Золотых песков (кит. упр. 金沙江, пиньинь Jīnshā Jiāng), расположенный в городском округе Лицзян, провинция Юньнань на юго-западе Китая.
Ущелье расположено на 15 км участке, где река проходит между горным массивом Юйлунсюэшань (5596 м) и Хабасюэшань (5396 м), образуя каскад порогов под утёсами высотой до 2000 м. Ущелье Прыгающего тигра — одно из самых глубоких в мире и притягивает к себе любителей рафтинга.
Название ущелья связано с легендой, которая гласит, что однажды тигр, убегая от охотников, перепрыгнул через реку в самом узком месте, где ширина реки составляет 30 метров, а в середине русла расположен гигантский камень.
В районе ущелья живут в основном люди наси, основной деятельностью которых является выращивание зерновых культур и обслуживание туристов.
Ущелье представляет собой весьма сложный для прохождения участок реки. Первые попытки прохождения, предпринятые китайскими спортсменами в начале 1980-х годов завершились трагически — все они пропали в порогах ущелья. В сентябре 1986 года ущелье Прыгающего Тигра было успешно пройдено китайской командой.
Официально для иностранных туристов район был открыт в 1993 году. Попасть в ущелье можно с двух сторон — через Цяотоу с юга и через Дацзю с севера. Верхняя тропа идёт вдоль левого борта ущелья, путешествие по ней обычно занимает два дня. Вдоль реки по ущелью также проложена тропа.

## Угроза окружающей среде

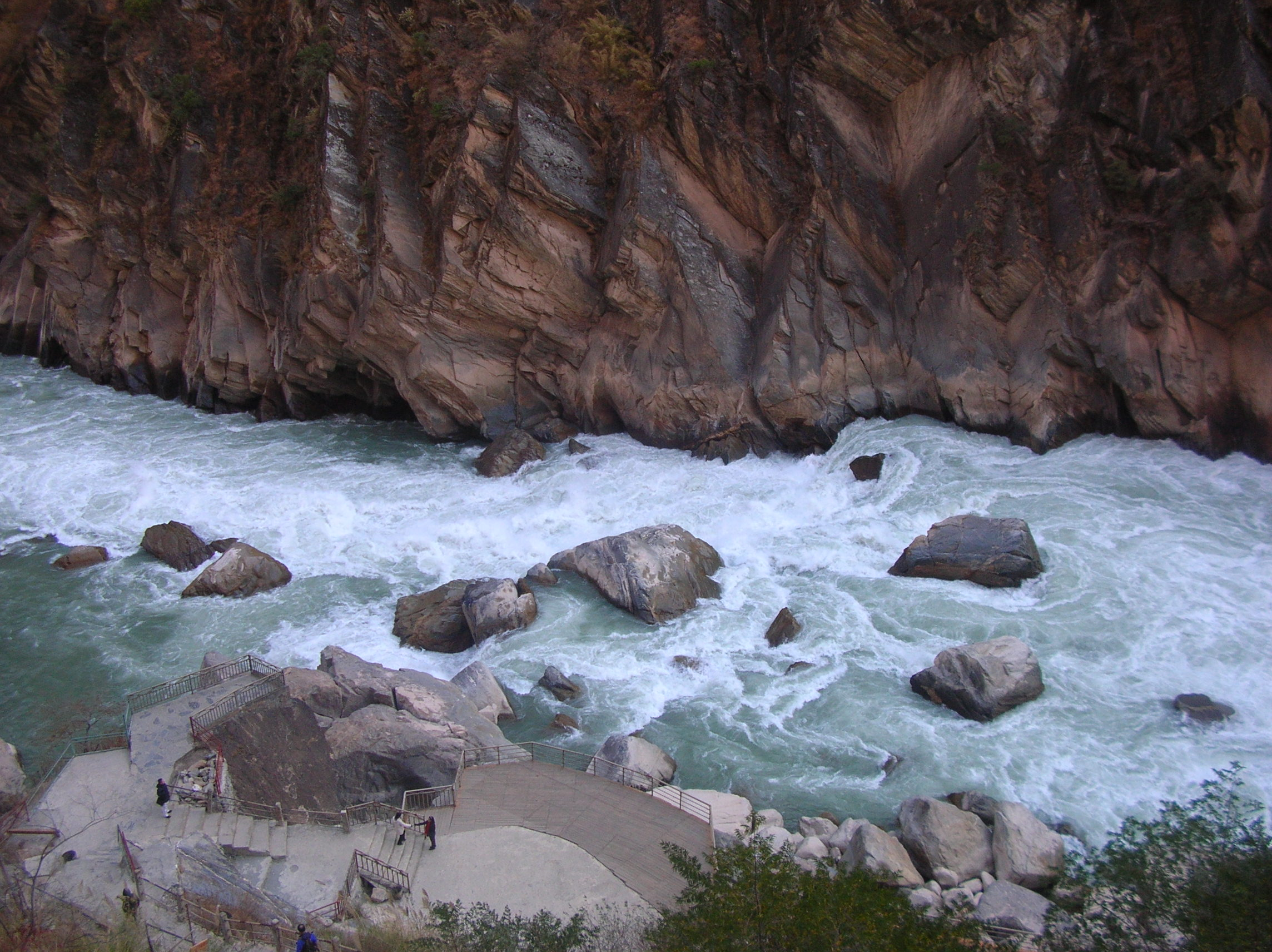

Ущелье Прыгающего Тигра — существенная часть национального парка «Три параллельные реки провинции Юньнань», объекта Всемирного наследия. Несмотря на это, правительство Китая с 2004 года рассматривало проект строительства гидроэлектростанции. Проект предполагал возведение плотины высотой 276 метров, которая должна была обеспечить выработку 88,3 млрд. кВт·ч электроэнергии в год и подачу воды в центральные районы провинции Юньнань. Активные протесты, в первую очередь местного населения, сначала остановили осуществление этих планов, а в конце 2007 года властями провинции было принято решение перенести место строительства плотины на 200 километров выше по течению.
Схожие проекты — Санься и поворот рек с юга на север — нанесут или уже наносят ущерб многим объектам культурного наследия.